# Rio di San Nicolo' dei Mendicoli

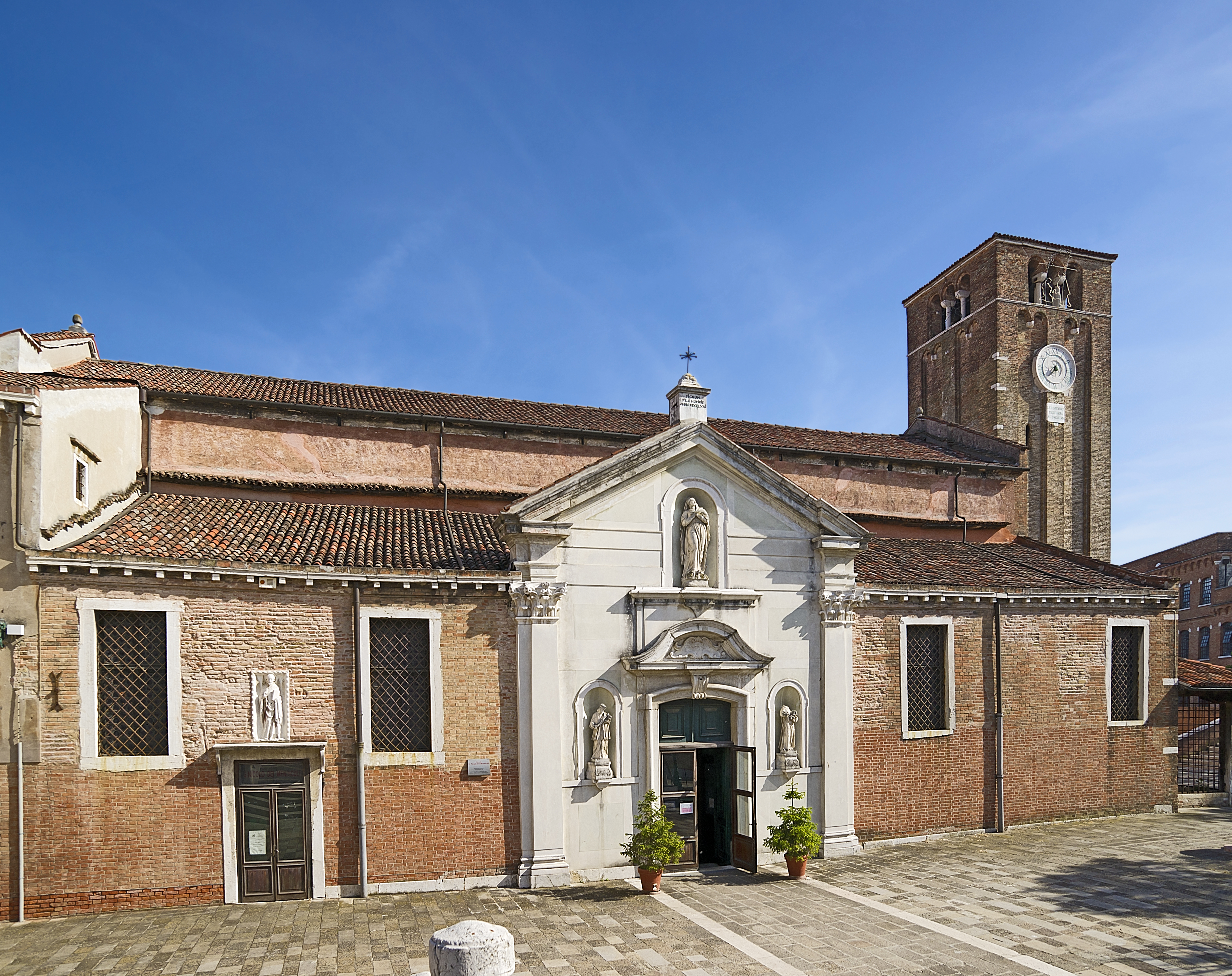
L'église au nom éponyme

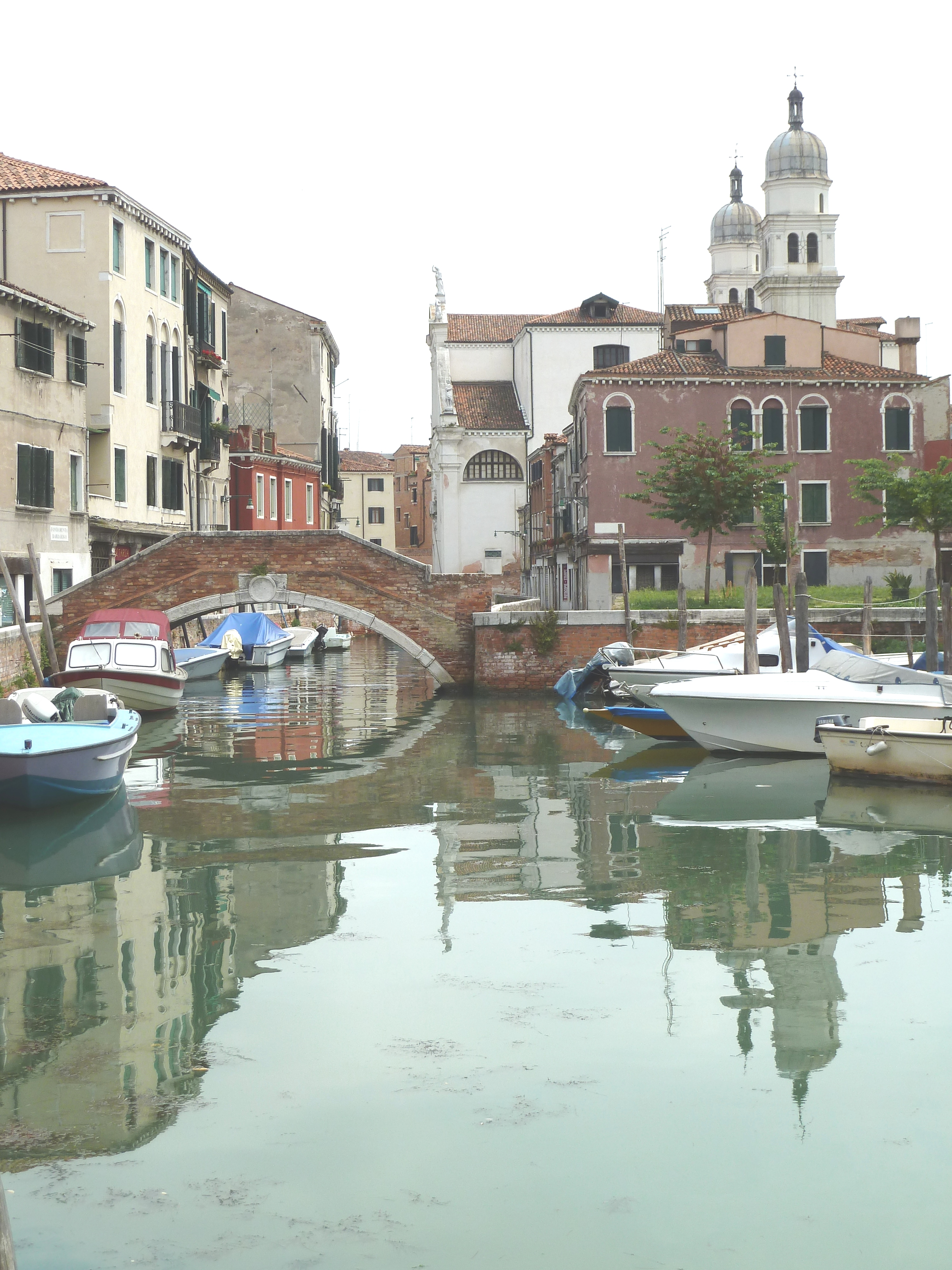
Le ponte de la Piova

Le rio di San Nicolo' dei Mendicoli (en vénitien san Nicolò de Mendigoli ; canal de Saint-Nicolas-des-Mendiants) est un canal de Venise dans le sestiere de Dorsoduro.

## Description
Le rio de San Nicolò a une longueur d'environ 230 mètres. Il prolonge le rio dell'Angelo Raffaele depuis le ponte de la Piova vers le sud-ouest, puis plein sud au canal de la Giudecca.

## Origine
Le nom provient de l'église San Nicolò dei Mendicoli.

## Situation
Ce rio bifurque venant du canal de la Giudecca laissant le rio delle Terese sur son flanc ouest.

Il longe le fondamenta Lizza.

Avant 1830, un petit canal, le rielo de la Stua le raccordait directement au rio delle Terese.

## Ponts
Ce rio est traversé par le Ponte de la Piova reliant la Corte Maggiore et la Fondamenta de la Pescaria  et faisant limite avec le rio de l'Anzolo Rafael et par un pont bordant le canal de la Giudecca. dalla Piova est le nom d'une branche de la famille Nani.